# 30 (număr)
30 (treizeci) este numărul natural care urmează după 29 și îl precede pe 31.

## În matematică
30
Este un număr compus.
+Este un număr abundent.
Este suma primelor patru pătrate perfecte, ceea ce îl face un număr pătrat perfect piramidal.
Este un număr primorial.
Este un număr rectangular.
Este un număr rotund.
Este cel mai mic număr sfenic și cel mai mic de forma 2 × 3 × r, unde r este un număr prim mai mare decât 3. 
Are o sumă alicotă (aliquot sum) de 42; al doilea număr sfenic (42) și toate numerele sfenice de forma 2 × 3 × r au o sumă alicotă cu 12 mai mare decât ele.
Adunând câteva subseturi ale divizorilor săi (de exemplu, 5, 10 și 15) se obține 30, prin urmare 30 este un număr semiperfect.
Este cel mai mare număr pentru care toate numerele coprime mai mici decât el însuși, cu excepția lui 1, sunt numere prime.
Un poligon cu treizeci de laturi se numește triacontagon.
Icosaedrul și dodecaedrul sunt poliedre regulate cu 30 de margini. Icosidodecaedrul este un poliedru regulat arhimedian cu 30 de vârfuri, iar graficul Tutte – Coxeter este un grafic simetric cu 30 de vârfuri.
Grupul Lie E8 are numărul Coxeter 30.
Este un număr harshad în baza 10.
Este un număr endecagonal.
Este un număr practic.

## În știință și tehnologie
- Numărul atomic al zincului este 30.

### Astronomie
- Messier 30 sau M30 este un roi globular din constelația Capricornul.
- NGC 30 este o stea dublă (de tipurile K4 și K5) situată în constelația Pegasus.[18][19][20]
- 30 Urania este o planetă minoră.
- 30P/Reinmuth este o cometă periodică din sistemul solar.

## În religie

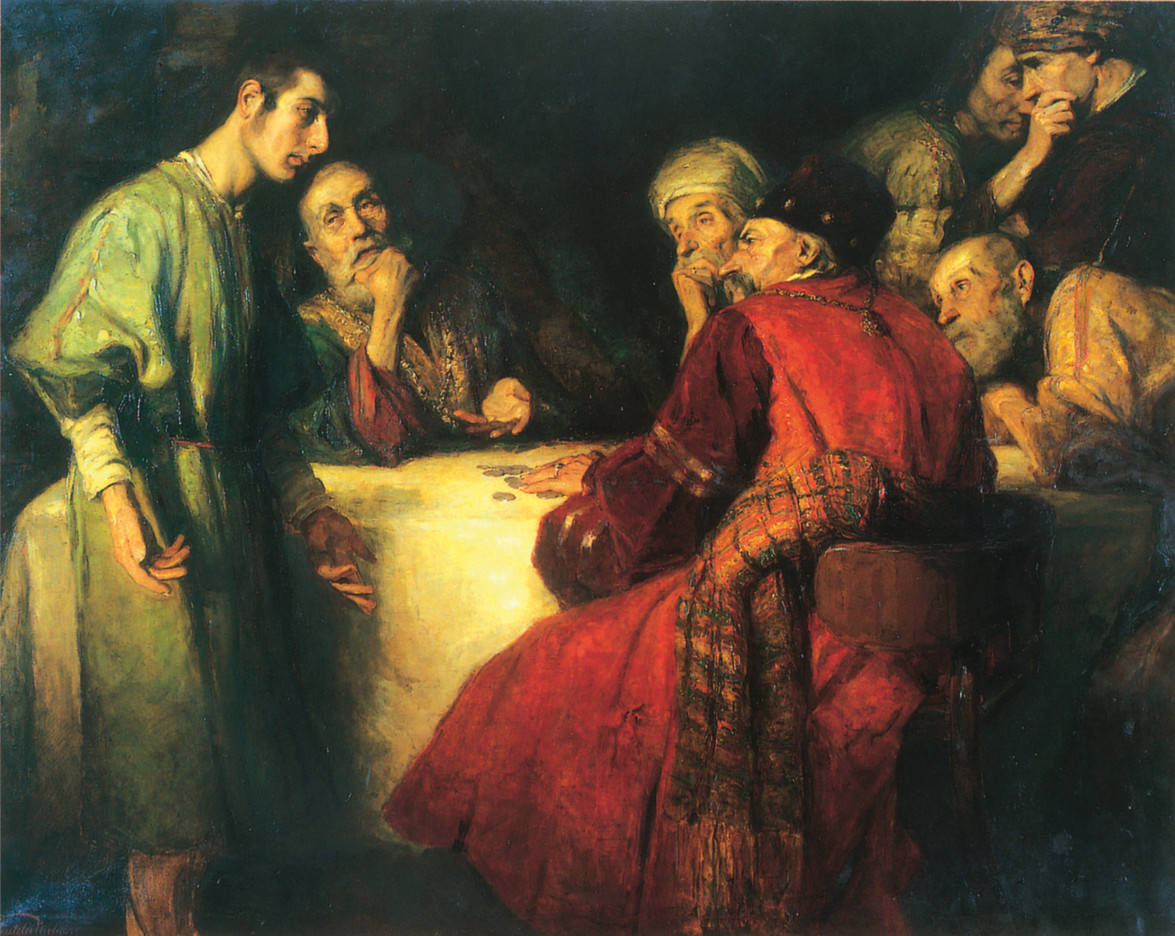
Iuda primește treizeci de arginți, pictură de János Pentelei Molnár, 1909.

- Pentru treizeci de arginți, Iuda Iscarioteanul l-a trădat pe Isus din Nazaret (conform Matei 26:15).
- Psalmul 30 este un psalm  atribuit în mod tradițional lui David.
- La 30 noiembrie este sărbătorit Sfântul Andrei, ocrotitorul României

## În cultura populară
- 30 Days of Night este o carte de benzi desenate și un film din 2007 regizat de David Slade
- Azi 13, mâine 30 de ani, film din 2004

## Alte domenii

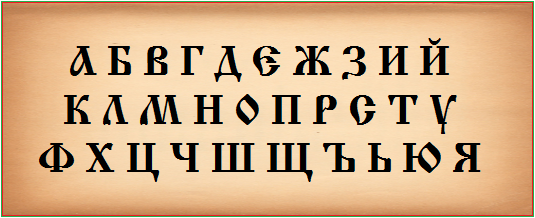
Alfabetul bulgar

- Este prefixul telefonic internațional al Greciei.[21]
- Este numărul de zile din lunile aprilie, iunie, septembrie, noiembrie.
- 30 februarie a fost o dată reală în Suedia în 1712.[22]
- 30 de ani este vârsta minimă pentru senatorii SUA.
- Războiul de 30 de ani, 1618 - 1648.
- Este numărul de litere din alfabetul bulgar.
- Este numărul de litere din alfabetul sârb.
- După 30 ani de căsătorie este aniversată nunta de perle.[23]
- Este codul de țară UIC al Coreei de Nord.[24]